# Dešná (Zlín)
Dešná (in tedesco Deschna) è un comune della Repubblica Ceca facente parte del distretto di Zlín, nella regione di Zlín.